# Bofills båge

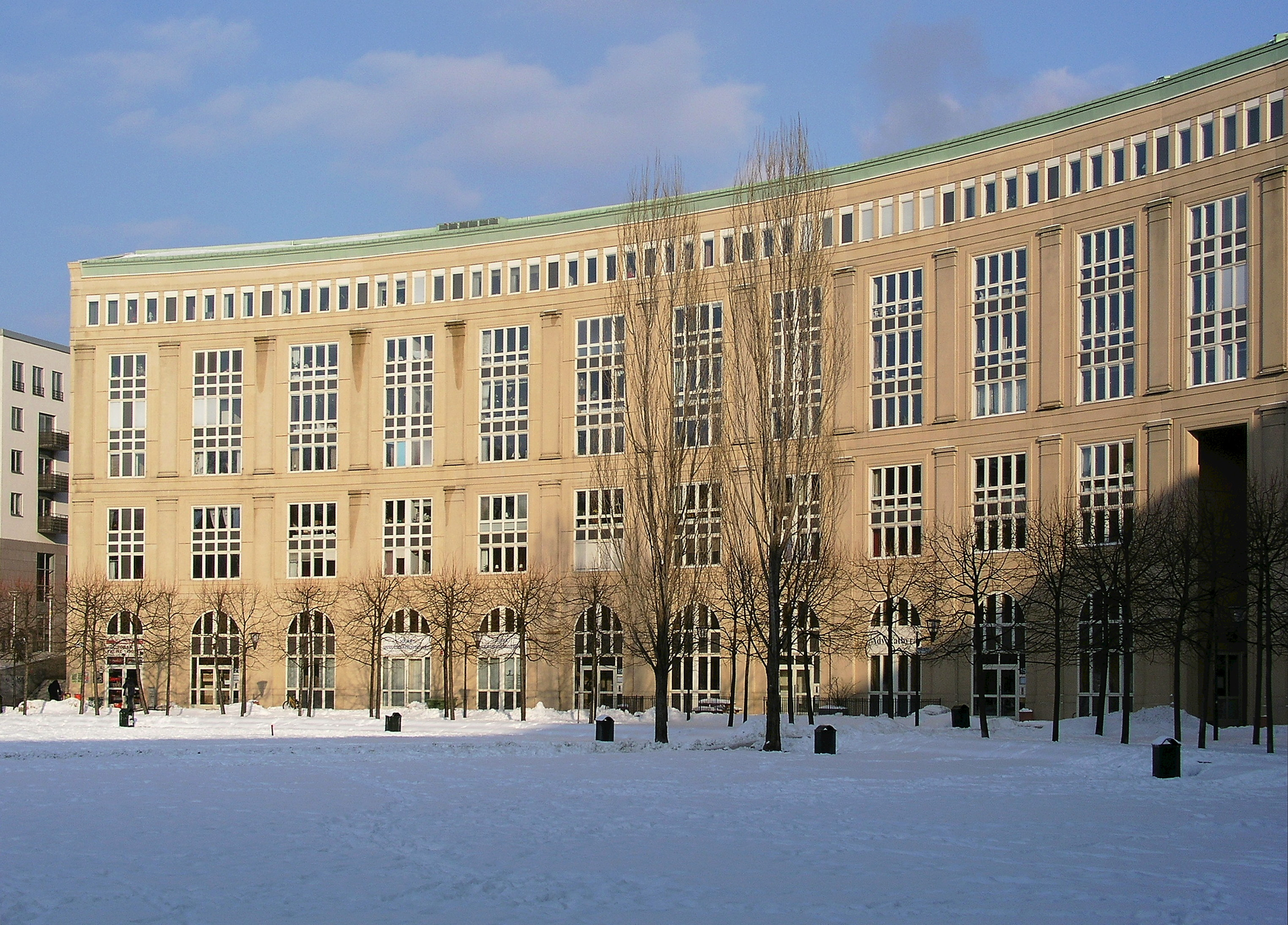
Bofills båge, mars 2005.

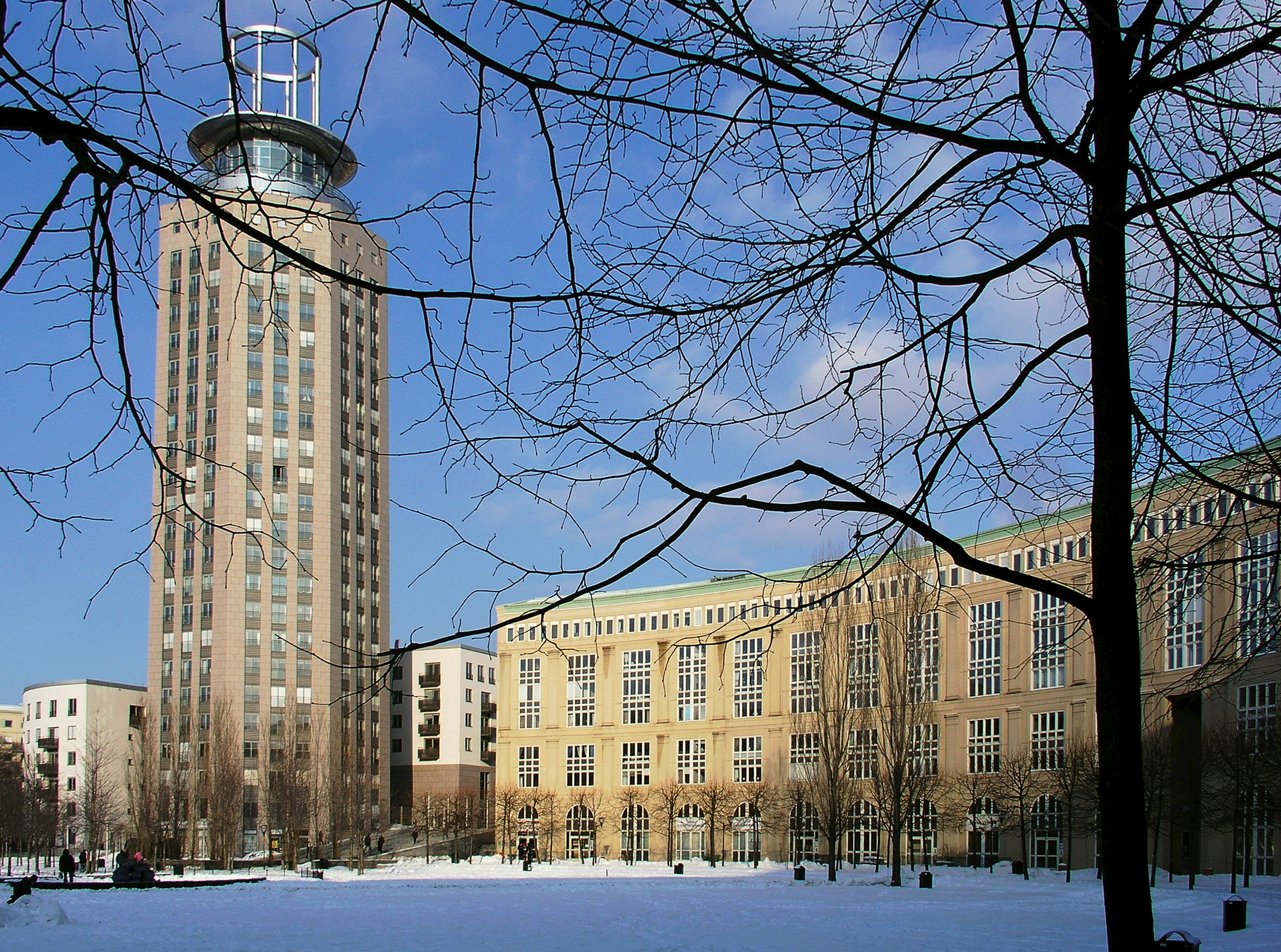
Bofills båge med Söder torn.

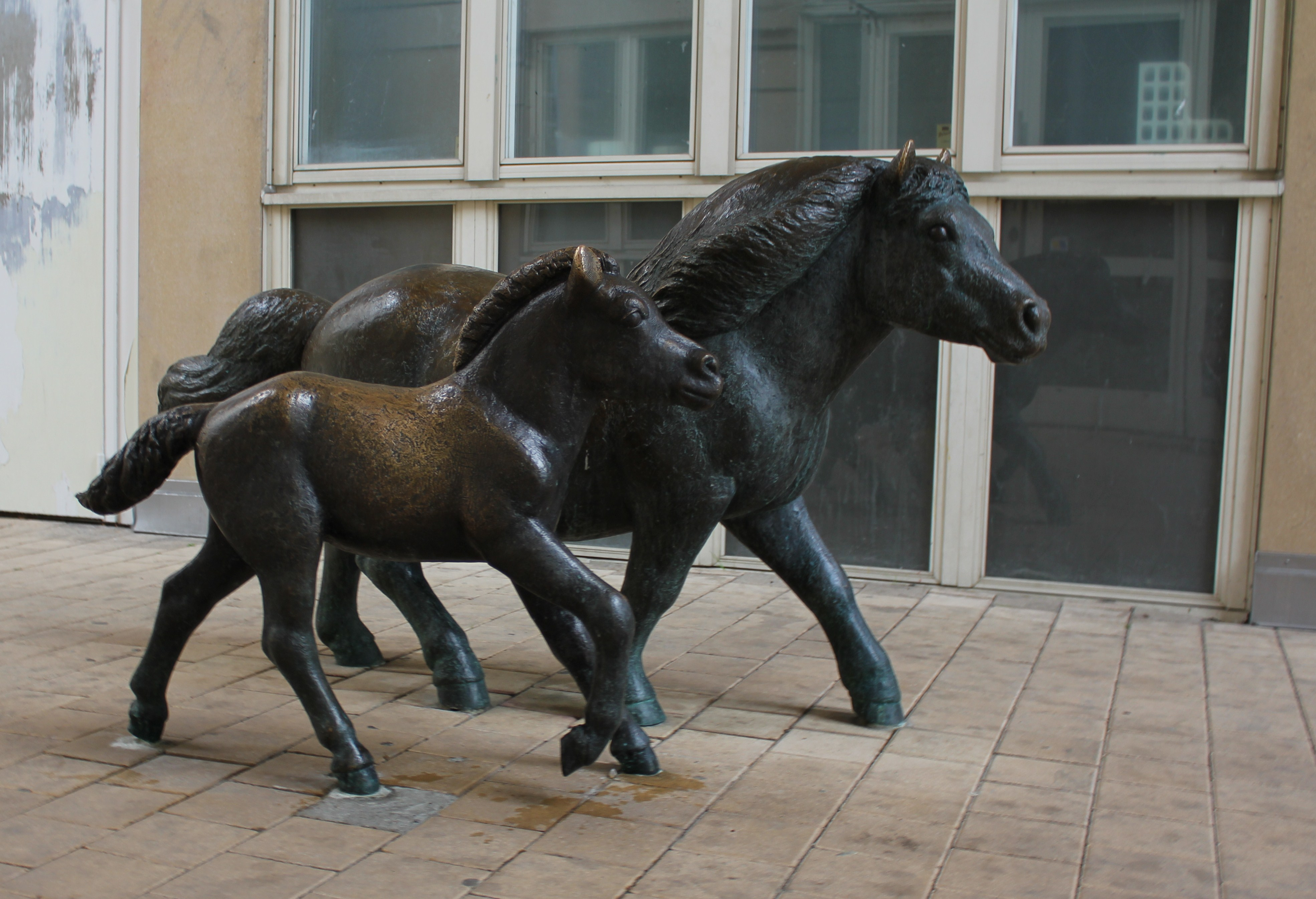
"Daphne och Olle" i en av portalerna.

Bofills båge, eller "Bågen", är ett halvcirkelformat bostadshus på Södra stationsområdet, Södermalm, Stockholm.

## Läge
Huset ligger i kvarteret Fatbursbågen, förutom detta hus finns även två punkthus, Kuberna i samma kvarter. Husen ligger mellan Västgötagränd 1–21, Fatburs Brunnsgata 15–33, Fatbursparken och Södermalmsallén. I samma byggprojekt ingår dessutom Templen som ligger på Fatburs Brunnsgata 11–13 och Swedenborgsgatan 21.

## Arkitektur
Som ett led att omdana Södra stationsområdet på Södermalm tillkom ett stort halvcirkelformat bostadshus. Beställare var HSB som gav, efter en inbjuden arkitekttävling, den katalanske arkitekten Ricardo Bofill uppdraget att rita anläggningen. ”Bågen” gestaltades i postmodernismens anda med klassiska former, den ritades 1988-1990 och blev inflyttningsklar 1991–1992. Fasaderna består av gulvitt färgade betongelement där blindfönster skapar en palatsliknande symmetri. Balkongerna anordnades på husets yttersida mot söder. 
Huset har ett källarplan,  ett markplan med kommersiella lokaler, sju bostadsvåningar samt ett vindsplan med förråd. Höjd över mark till taknock är cirka 25 meter. I ”Bågen” finns totalt 283 bostadslägenheter som upplåts med bostadsrätt: ett r.o.k. = 41, två r.o.k. = 57, tre r.o.k. = 101, fyra r.o.k. = 76 och fem r.o.k. = 8 styck. Inom fastigheten finns även 25 lokaler som upplåts med hyresrätt.
Till byggnadsentreprenör utsågs Ohlsson & Skarne, som specialiserade sig på prefabbyggen. Arkitekturen har kritiserats att vara pastischliknande. Bofill själv kallar sina storskaliga bostadskomplex för ”folkets palats”. Trots att ”Bågen” ger ett pompöst och monumentalt intryck är den i själva verket en elva meter bred huskropp med genomgående lägenheter. Till den stadsplanemässiga kompositionen hör Söder torn beläget intill Bågens nordöstra gavel som utgör en sorts kampanil och utropstecken.

## Konstnärlig utsmyckning
I bågens portaler och i angränsande Fatbursparken finns en lång rad skulpturer. Bland dem Commedianterna av Peter Linde och  Daphne och Olle av Aline Magnusson.

## Bilder

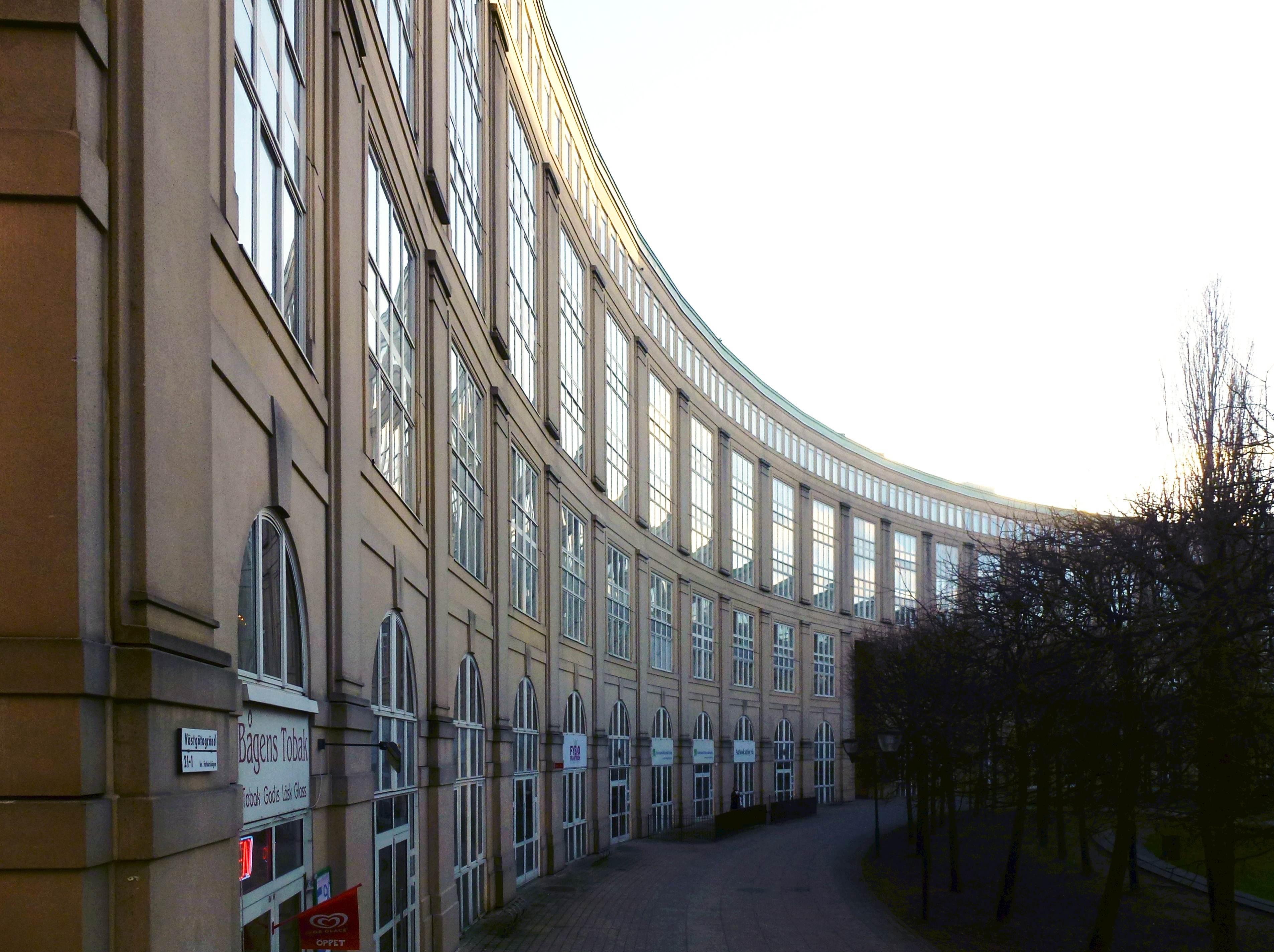
Fasad mot norr
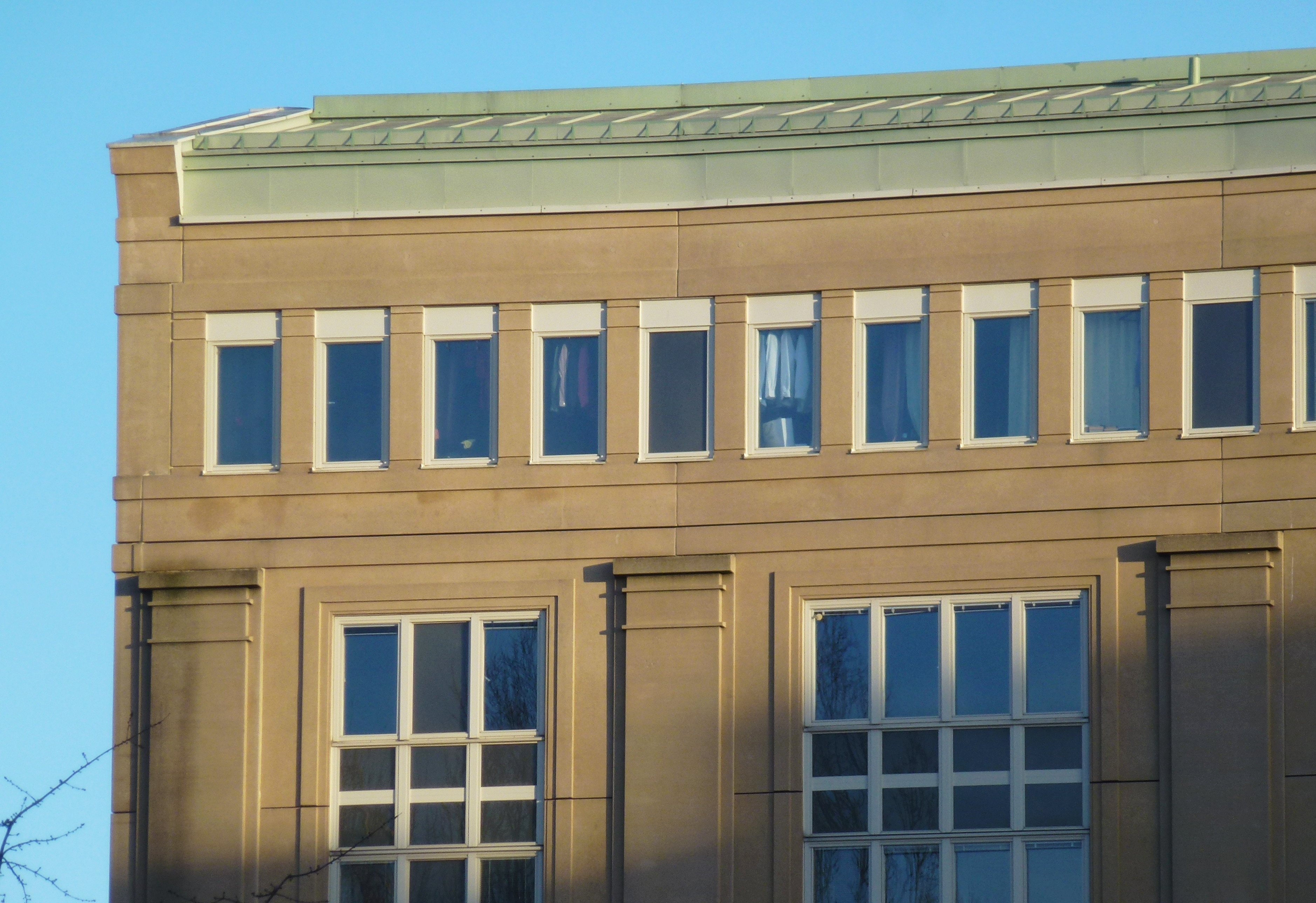
Del av fasad mot norr
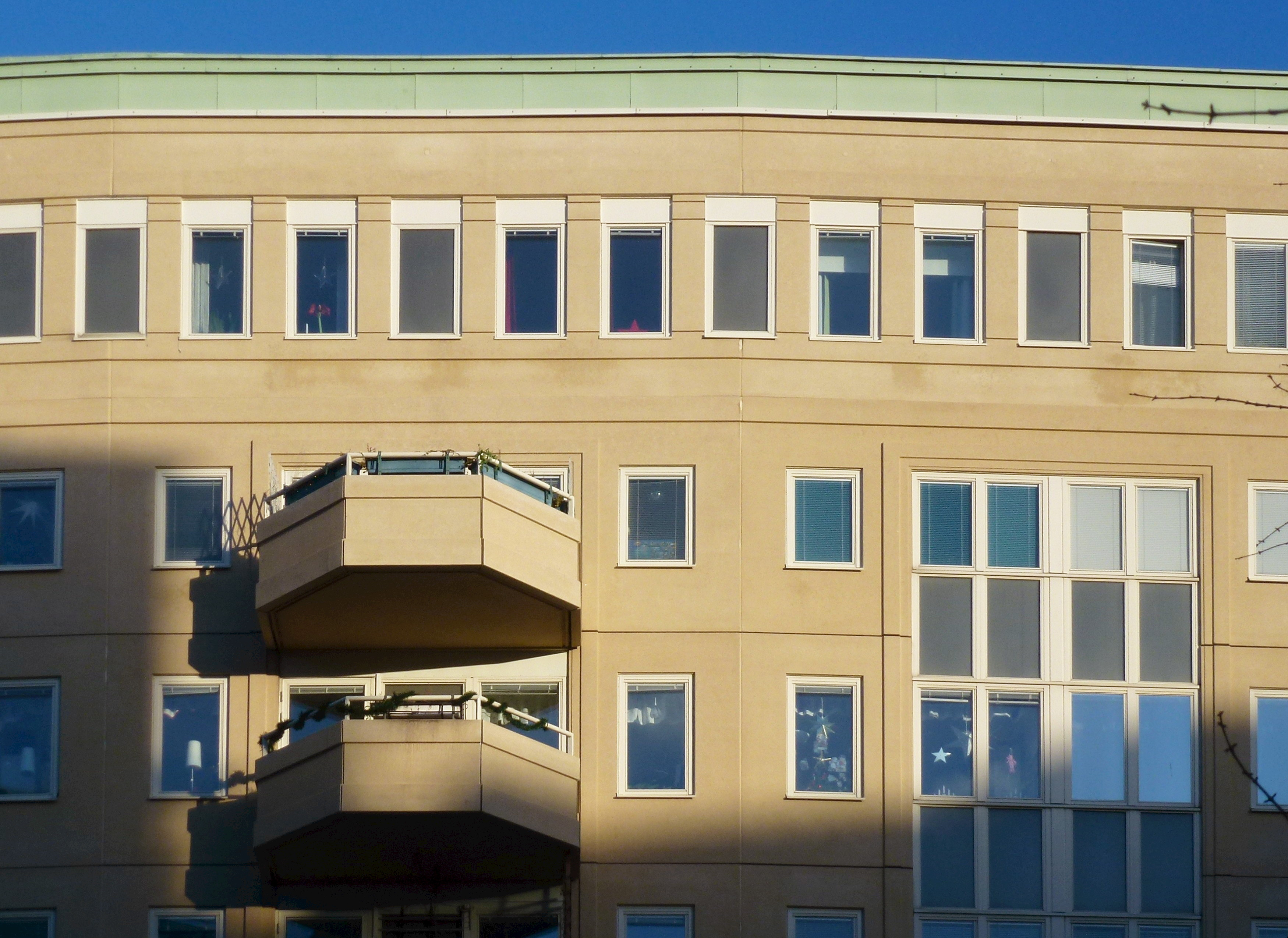
Del av fasad mot syd
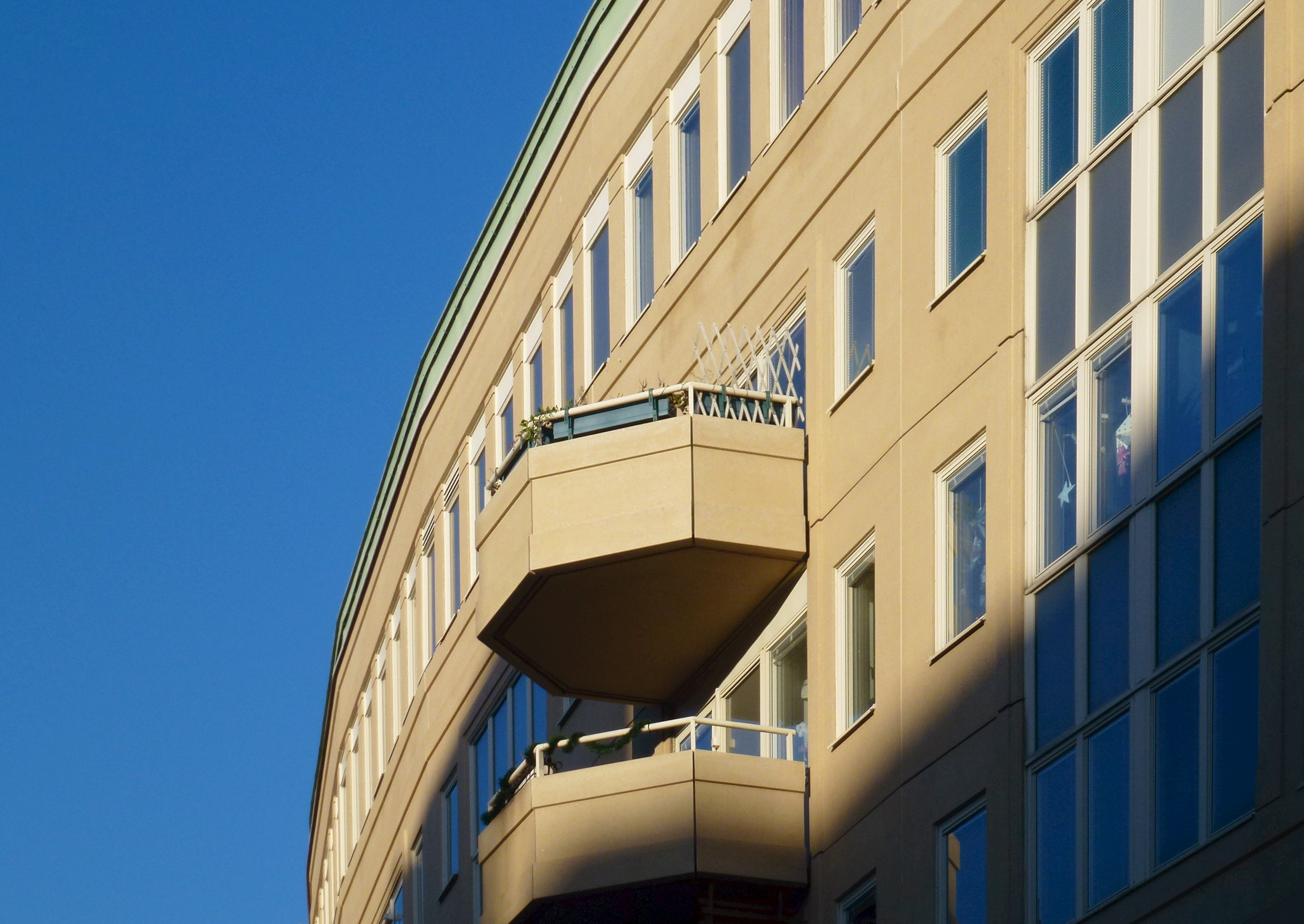
Del av fasad mot syd